# Pseudofentonia seriatopunctata
Pseudofentonia seriatopunctata är en fjärilsart som beskrevs av Matsumura 1931. Pseudofentonia seriatopunctata ingår i släktet Pseudofentonia och familjen tandspinnare. Inga underarter finns listade i Catalogue of Life.